# Пикард, Филлипа
Фи́лли́па Пи́кард (англ. Phillipa Pickard; род. 25 июля 1990) — британская фигуристка, выступавшая в одиночном катании. Бронзовый призёр чемпионата Великобритании (2008).

## Биография
На юниорском уровне Пикард дважды участвовала в чемпионате Великобритании: в 2007 году она завоевала серебряную медаль, а годом ранее была десятой. Соревнуясь среди взрослых, фигуристка стала бронзовым призёром национального чемпионата 2008 года. Благодаря чему, по оценке Би-би-си, считалась одной из ведущих одиночниц страны.
За всю карьеру Пикард провела один турнир на международной арене — в сезоне 2007/08 выступила на юниорском Гран-при, который проходил в Шеффилде. На тех соревнованиях она заняла двадцать второе место. Итоговый результат равный 87,60 баллам является её личным рекордом. Во время произвольного проката, за который она набрала 57,82 балла, ей удалось выполнить сальхов в три оборота, а также исполнить все вращения максимального четвёртого уровня.
В 2008 году её выступления были оцифрованы и использованы в качестве прототипа для видеоигры про фигурное катание. С семилетнего возраста участвовала в ледовых шоу. В 2010 году получила главную роль в ледовой постановке английской народной сказки «Джек и бобовый стебель». После завершения соревновательной карьеры работала администратором в компании по производству канцелярских товаров. Помимо этого являлась судьёй на турнирах по фигурному катанию.

## Результаты
| Соревнования             | 05/06    | 06/07    | 07/08    |
| Взрослые                 | Взрослые | Взрослые | Взрослые |
| ------------------------ | -------- | -------- | -------- |
| Чемпионат Великобритании |          |          | 3        |
| Юниорские                |          |          |          |
| Гран-при Великобритании  |          |          | 22       |
| Чемпионат Великобритании | 10       | 2        |          |